# Lonigo
Lonigo ist eine norditalienische Gemeinde (comune) mit 15.976 Einwohnern (Stand 31. Dezember 2023) in der Provinz Vicenza in Venetien.
Lonigo bzw. der Ortsteil Bagnolo liegt am Guà. Die Gemeinde grenzt an die Provinz Verona. Die Gemeinde liegt etwa 30 Kilometer östlich von Verona und 30 Kilometer südwestlich von Vicenza.

## Geschichte
Der Name der Gemeinde stammt von der römischen Familie Leonici Flavii. Schon im 10. Jahrhundert wird der Ort als castro leunico bezeichnet und urkundlich erwähnt. In den folgenden Jahrhunderten sind die Orte der Gegend unter der Herrschaft der Stadt Padua und der Republik Venedig.

## Verkehr
Der Bahnhof Lonigo an der Bahnstrecke Mailand–Venedig liegt tatsächlich im Gebiet der Gemeinde San Bonifacio in der Provinz Verona.

## Sehenswürdigkeiten
Die Villa Pisani gehört als eine der von Andrea Palladio entworfenen und gebauten Villen zum Weltkulturerbe der Stadt Vicenza und der Villen Andrea Palladios.

## Persönlichkeiten
- Niccolò Leoniceno (1428–1524), Humanist und Übersetzer
- Giuseppe Sartori (1868–1937), Elektroingenieur und Hochschullehrer

## Sport
Der Grand Prix von Italien im Speedway fand bislang fünfmal in Lonigo statt.

## Städtepartnerschaft
- Abensberg, Bayern